# Pseudomulleria
Pseudomulleria é um género de bivalve da família Etheriidae.
Este género contém as seguintes espécies:
- Pseudomulleria dalyi